# Schlacht von Hexham
St Albans – Blore Heath – Ludlow – Northampton – Wakefield – Mortimer’s Cross – St Albans – Ferrybridge – Towton – Hedgeley Moor – Hexham – Edgecote Moor – Losecote Field – Barnet – Tewkesbury – Bosworth Field – Stoke
Die Schlacht von Hexham am 15. Mai 1464 markierte während der Rosenkriege das Ende des lancastrianischen Widerstandes im Norden Englands am Anfang der Regierungszeit Eduards IV. von England.
Die Schlacht wurde an den Ufern des Devil's Water in der Nähe von Hexham in Northumberland ausgetragen. John Neville, 1. Baron Montagu, der spätere 1. Marquess of Montagu, führte eine kleine Armee gegen die Truppen des Hauses Lancaster, nach heutigen Schätzungen etwa 4.000 Mann. Die Truppen der Lancastrianer waren noch kleiner, man schätzt nicht mehr als 500 Soldaten. Die Schlacht endete mit einem Sieg des Hauses York. Die meisten der Lancastrianer, unter anderem Henry Beaufort, 2. Duke of Somerset, wurden gefangen genommen und exekutiert. Heinrich VI. war nicht auf dem Schlachtfeld, sondern er hielt sich zu diesem Zeitpunkt in der Nähe in Bywell Castle auf.

## Hintergrund
Nach der Schlacht bei Hedgeley Moor formierten sich die Lancastrianer bei Alnwick Castle neu. Dort erfuhren Henry Beaufort, Duke of Somerset, und weitere überlebende Anhänger des Hauses Lancaster, dass Eduard IV. eine neue Armee zusammenstellte, um den Widerstand des Hauses Lancaster im Norden endgültig zu brechen. Die Lancastrianer fürchteten außerdem, dass Eduard IV. Friedensverhandlungen mit Schottland abschließen würde. Dadurch waren nun die Stellungen des Hauses Lancaster im Norden immens durch Angriffe von der schottischen Seite bedroht. Deswegen beschloss man eine schnelle Aktion im Norden Englands, in der lancastrianische Unterstützung gesammelt werden sollte.
Die lancastrianische Armee bewegte sich Ende April 1464 unter dem Duke of Somerset durch Northumberland und sammelte neue Soldaten in lancastrianischen Garnisonen, ehe sie Anfang Mai nahe Hexham rastete. Lord Montagu, der Sieger der Schlacht von Hedgeley Moor, hielt sich zu der Zeit in Newcastle auf und zog nach Westen, um die Lancastrianer abzufangen. Am 14. Mai 1464 kam zu einem Zusammentreffen der beiden Seiten außerhalb des Dorfes Hexham.

## Die Schlacht

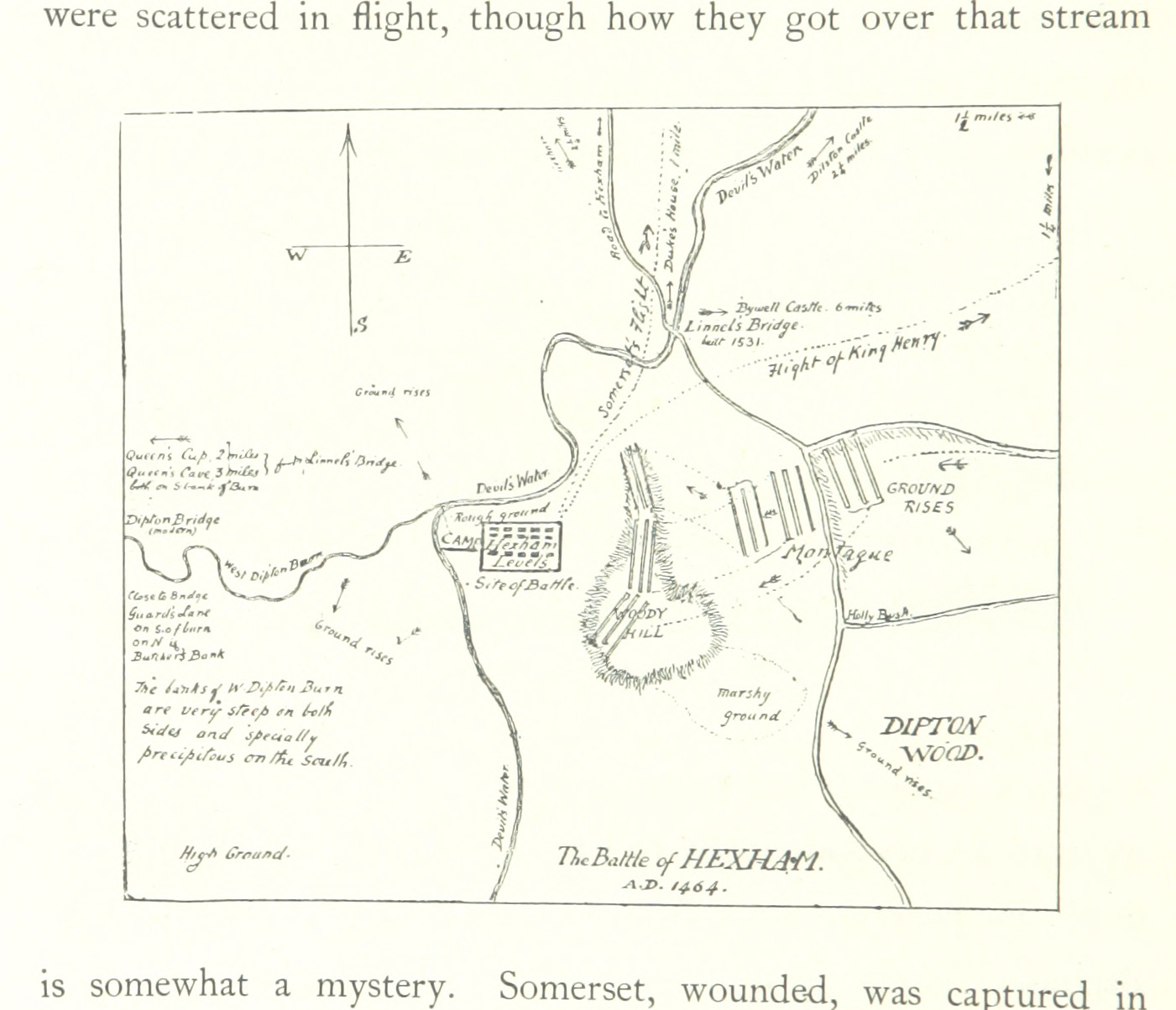
Schlacht von Hexham 1464

Die überlieferten Details zur Schlacht sind nur spärlich. Man geht davon aus, dass das Lager der lancastrianischen Armee sich auf einem Grasland namens Linnels in der Nähe eines Flusslaufes 'Devil’s Water' befand, etwas südlich von Hexham. Die Yorkisten zogen an Bywell Castle vorbei und waren am 14. Mai in Angriffsposition auf Hexham. Die Yorkisten waren vermutlich sehr schnell vorgezogen, sodass die Lancastrianer von ihren Kundschaftern nicht schnell genug gewarnt konnten. Die Lancastrianer hatten deshalb wohl nur wenig Zeit zur Vorbereitung.
Man vermutet, dass Somerset seine Streitkräfte bis in die Nähe von Linnels Bridge vorrücken ließ und sie dann in drei Teilen nahe Devil’s Water positionierte. Die Yorkisten stellten sich etwas erhöht auf einem Hügel in Linie auf. Im frühen Morgen startete Montagu den Angriff und ließ seine Truppen von ihren etwas höher gelegenen Standorten mitten in das Zentrum der Lancastrianer herunterstürmten. Im Angesicht des yorkistischen Angriffs verließ der rechte Teil der lancastrianischen Armee unter Lord Roos das Schlachtfeld. Das Zentrum der Lancaster-Armee unter Somerset gab kurz nach, womit sie in einer ungünstigen Position mit dem Rücken zur Flusslinie von Devil’s Water auf schwierigem Gelände standen. Es gelang ihnen danach nicht, sich neu zu formieren. Es folgte ein chaotisches Szenario, in dem die Männer entweder im Fluss ertranken oder an den durchweichten Ufern des Flusses zerquetscht wurden.
Die Kampfmoral der linken Flanke unter Sir Ralph Grey und Sir Humphrey Neville brach ebenfalls schnell zusammen. Die meisten Männer flohen zusammen mit ihren Kommandanten und wurden teilweise bis nach Hexham von den Yorkisten verfolgt. Die Schlacht endete damit rasch, denn Somerset und seine Männer wurden schließlich überwältigt.

## Die Nachwirkungen der Schlacht
John Neville griff nach seinem Sieg hart durch und ließ am nächsten Tag den Earl of Somerset exekutieren. Lord Roos und Lord Hungerford wurden nach Newcastle gebracht und zwei Tage später hingerichtet. Nachdem der lancastrianische Widerstand seine Führung verloren hatte, brach er im Norden Englands zusammen. Henry VI. gelang es von Bywell Castle zu fliehen, bevor Montagu eintraf. Zwölf Monate später wurde er bei Clitheroe in Lancashire gefangen genommen und in den Tower geschickt, wo er den Rest seines Lebens in Gefangenschaft verbrachte.
Nach der Schlacht waren nur noch ein paar Burgen, Alnwick, Dunstanburgh und Bamburgh, unter der Herrschaft der Lancastrianer. Als jedoch auch diese im Laufe des Jahres fielen, hatte Eduard IV. zunächst nichts mehr zu befürchten. Es folgten etwa fünf Jahre relativen Friedens, bis der Earl of Warwick sich 1469 von dem Haus York abwendete und sich den feindlichen Lancastrianern anschloss.